# Obsessieve-compulsieve stoornis
Een obsessieve-compulsieve stoornis (OCS, Engels: obsessive–compulsive disorder (OCD)), ook vaak obsessief-compulsieve stoornis of dwangstoornis genoemd, is een psychische aandoening die in het DSM-IV werd gecategoriseerd als angststoornis. In de DSM-5 wordt de stoornis echter ingedeeld in een apart hoofdstuk over obsessieve-compulsieve en verwante stoornissen.
De oude naam van de aandoening is dwangneurose.

## Algemeen
De aard van de obsessieve onrust kan angst zijn, maar dat is lang niet altijd het geval. Het kan ook een onbestemd gevoel van onrust zijn, dat iets niet goed voelt of volledig op de juiste manier is uitgevoerd. Soms komt daar dan een "magisch" gevoel bij. "Ik moet het goed doen, want anders gebeurt er een ongeluk." OCS komt in verscheidene vormen voor.
De dwangstoornis ingegeven door angst wordt wel het harm avoidance (HA) type genoemd, en anders het type not just right experience (NJRE) of feeling of incompleteness (INC). Er is altijd sprake van onrust, die iemand niet van zich af kan zetten (obsessies) en handelingen om de onrust kwijt te raken (compulsies). De obsessies kunnen uiterlijke handelingen betreffen, maar ook mentale. Voor anderen lijken de handelingen overbodig, maar voor de patiënt zijn ze van vitaal belang en moeten ze volgens een bepaald patroon worden uitgevoerd om vermeende nadelige gevolgen te voorkomen of om het gevoel dat het niet goed zit kwijt te raken. Voorbeelden zijn het zeer vaak controleren of een deur gesloten is, het overmatig vaak wassen van de handen (niet te verwarren met het specifieke smetvrees) of een obsessie over symmetrie, herhaling of specifieke lichaamsprocessen. Tevens kan de handeling of gedachte een gevolg zijn van een sterk verantwoordelijkheidsgevoel, zoals de angst om iets kwetsbaars als een kind iets ergs aan te doen. OCS komt zowel bij kinderen, adolescenten als volwassenen voor, en veel OCS-volwassenen hadden ook in hun jeugd al OCS-symptomen.
OCS wordt vanuit neuropsychologisch perspectief als een homogene stoornis beschouwd, al kunnen veel van de symptomen het gevolg zijn van comorbide stoornissen. Volwassenen met OCS hebben bijvoorbeeld meer symptomen van een aandachtstekortstoornis (ADD) met hyperactiviteit (ADHD) en autismespectrumstoornis (ASS) dan volwassenen zonder OCS.

## Oorzaken
Psychiatrische aandoeningen zijn complex en daarom is het aanwijzen van een specifieke oorzaak meestal niet mogelijk. Lange tijd was binnen de psychiatrie de psychoanalytische opvatting dominant dat oorzaken meestal gezocht moesten worden in de vroege kindertijd en met name veroorzaakt werden door (verdrongen) ambivalente gedachten en gevoelens, vaak over seksualiteit. Deze zienswijze heeft in recente decennia echter fors aan invloed ingeboet. Inmiddels gaat men er in zijn algemeenheid van uit dat de interactie van genetische en omgevingsfactoren de vatbaarheid voor het ontwikkelen van OCS veroorzaakt.

### Psychologische factoren
Vanuit het standpunt van de evolutiepsychologie had steeds herhaald of stereotiep gedrag ooit een functie om zich te beschermen tegen indringers, natuurgeweld, onhygiënische omstandigheden of gebrek aan voedsel ('hamsteren'). Het is anders gezegd een oerdrift die nog steeds diep in de menselijke genen aanwezig is.

### Levensgebeurtenissen
OCS kan vaker voorkomen bij mensen die in hun kindertijd zijn gepest, lichamelijk mishandeld, (seksueel) misbruikt of verwaarloosd. Het kan beginnen na een ingrijpende levensgebeurtenis, zoals een bevalling of een sterfgeval.

### Genetische factoren
Uit tweelingenonderzoek blijkt dat genetische factoren een rol spelen: als de helft van een eeneiige tweeling OCS heeft, dan is de kans dat de andere helft het ook heeft groter dan bij twee-eiige tweelingen. Tevens is het zo dat de kans op het ontwikkelen van OCS ook groter is voor personen met een ouder die OCS heeft, vergeleken met de algehele bevolking, wat dan mogelijk tevens terug te voeren is op eerder genoemde psychologische factoren.

### Hersenbeschadiging
In zeldzame gevallen is een hersenbeschadiging de oorzaak van OCS.
- Encefalitis
- Streptokokkeninfectie bij kinderen
- Diverse soorten hersenbeschadiging, direct voorafgaand aan het optreden van OCS

### Neurologische afwijkingen
Er is bewijs dat neurologische afwijkingen de basis vormen voor het ontwikkelen van OCS. Patiënten met OCS zouden meer grijze stof en minder witte stof in hun hersenen hebben, vergeleken met normale controlepersonen.
Uit meer recent onderzoek blijkt verder dat de hersenactiviteit van OCS-patiënten afwijkt van die van gezonde personen. Zo vertonen OCS-patiënten in fMRI-scans een verhoogde activiteit in de prefrontale schors van de hersenen en nucleus caudatus. Het laatste is een belangrijk motorisch schakelgebied in de basale ganglia dat veel verbindingen heeft met de voorste gebieden in de hersenen. Mogelijk is er bij OCS-patiënten sprake van een hyperconnectiviteit (te veel onderlinge verbindingen) tussen de nucleus caudatus met die voorste hersengebieden. Er treedt dan een verstoring op in de communicatie tussen delen in de frontale hersenen die cognitieve processen regelen als het nemen en belonen van beslissingen, en structuren in de basale ganglia betrokken bij de selectie van handelingen.

### Neurotransmitters
Recent zijn eveneens aanwijzingen gevonden uit onderzoek van mens en dier dat OCS symptomen samenhangen met een dysfunctie van neurotransmittersystemen. De belangrijkste kandidaten zijn:
- een tekort of onderproductie van serotonine in basale ganglia;[10]
- verhoogde dopamineniveaus in de prefrontale cortex.[11] Met name dopamine-D2-receptoren zouden hierbij een rol spelen.[12] Waarschijnlijk betreft het hier twee met elkaar interagerende systemen. Daarom zouden mogelijk (SSRI) (selectieve serotonineheropnameremmers) niet altijd effectief zijn in de behandeling van OCS-symptomen.

## Diversen
De meeste OCS-patiënten zijn zich er terdege van bewust dat hun gedrag niet rationeel is, maar toch blijven ze hun dwangmatige handelingen uitvoeren om te voorkomen dat ze angstig of gespannen worden. Andere patiënten zien hun gedrag niet als uitzonderlijk en zijn daarvan ook niet te overtuigen. In dat geval is hun gedrag verwant aan een persoonlijkheidsstoornis en valt het ziektebeeld onder dwangmatige- of obsessieve-compulsieve persoonlijkheidsstoornis (OCPS), dat niet verward moet worden met OCS. Er is nog een derde groep die geen dwangmatige handelingen verricht. In hun geval blijft het ziektebeeld beperkt tot dwanggedachten. Bij deze laatste groep komt het voor dat zich uiteindelijk toch rituelen (dwanghandelingen) ontwikkelen om de dwanggedachten te neutraliseren.
De term obsessief wordt ook in andere contexten gebruikt, vaak om aan te geven dat iemand zeer geconcentreerd of perfectionistisch met zijn taken bezig is. In dit geval is er natuurlijk lang niet altijd sprake van een stoornis. Dit is pas het geval als het obsessieve of compulsieve gedrag normaal functioneren in de weg staat. Het is ook van belang om OCS en andere typen van angst of spanning te onderscheiden, waaronder de spanningen en stress die in het dagelijks leven kunnen voorkomen.

## Diagnostische criteria
De DSM-5 geeft de volgende criteria voor de obsessieve-compulsieve stoornis:
- A. Aanwezigheid van obsessies (dwanggedachten) of compulsies (dwanghandelingen) of beide:

Criteria voor obsessies:
1. Terugkerende en hardnekkige gedachten, impulsen of voorstellingen die worden beleefd als opgedrongen of zinloos en die angst of spanning veroorzaken.
2. De persoon probeert de gedachten, impulsen of voorstellingen te negeren of te onderdrukken, of te neutraliseren met een andere gedachte of handeling.

Criteria voor dwanghandelingen:
1. Herhaald gedrag (bv. handen wassen (smetvrees), ordenen, controleren) of geestelijke handelingen (bv. bidden, tellen, woorden zachtjes herhalen) die de persoon uitvoert als reactie op een obsessie of die worden uitgevoerd volgens strikte regels.
2. Het gedrag of de geestelijke handelingen zijn gericht op het voorkomen of verminderen van spanning of het voorkomen van een gevreesde situatie. Deze gedragspatronen of geestelijke handelingen hangen echter niet reëel samen met de gebeurtenis die verminderd of voorkomen moet worden of zijn duidelijk overdreven.

B. De obsessies of compulsies veroorzaken duidelijk spanning, kosten veel tijd (meer dan een uur per dag) of doen ernstig inbreuk op de dagelijkse bezigheden, het werk (of studie) of sociale activiteiten en relaties.
C. De stoornis is niet het gevolg van het innemen van een substantie (bijvoorbeeld drugs of geneesmiddelen) of een somatische aandoening.
D. De stoornis kan niet worden verklaard door de aanwezigheid van een andere stoornis zoals een gegeneraliseerde angststoornis; een morfodysfore stoornis; een verzamelstoornis; trichotillomanie; een excoriatiestoornis; een stereotiepe-bewegingsstoornis; een eetstoornis; preoccupatie met middelen of gokken; een ziekteangststoornis; een parafiele stoornis; een impulsbeheersings- en andere gedragsstoornis; een depressieve stoornis; een stoornis van het schizofreniespectrum en andere psychotische stoornissen; of autismespectrumstoornis.

## Behandeling

### Gedragstherapie
OCS wordt meestal behandeld via een vorm van gedragstherapie of cognitieve gedragstherapie. Soms normaliseert zich na behandeling met gedragstherapie, mindfulness oefeningen het aanvankelijk afwijkend gedrag en afwijkende hersenactiviteit.
Voor de meeste patiënten geldt dat een combinatie van gedragstherapie en het gebruik van bepaalde geneesmiddelen (voornamelijk SSRIs) het meest effectief is. Bij dwangstoornissen blijkt er sterk sprake te zijn van experiëntiële vermijding. Recent werd aangetoond dat ook acceptance and commitment therapy, die zich onder meer richt op deze experiëntiële vermijding, effectief is voor OCS.

### Diepe hersenstimulatie
Gebleken is dat, bij ernstige en hardnekkige gevallen, toepassing van diepe hersenstimulatie in een gebied vlak naast de amygdala een gunstig therapeutisch effect kan hebben op de stoornis. Het laatste suggereert dat OCS kan samenhangen met een verstoring van bepaalde circuits in het limbische systeem van de hersenen die betrokken zijn bij regulatie van basale emoties.
Inmiddels wordt er onderzoek gedaan naar de mogelijkheden die stimulatie van de amygdala biedt.

### Geneesmiddelen
- SSRIs
  - Fluoxetine (Prozac, Fluox, Fontex, Fluoxemed, Fluoxone)
  - Fluvoxamine (Fevarin, Floxyfral)
  - Sertraline (Zoloft, Serlain)
  - Paroxetine (Seroxat, Aropax)
  - Citalopram (Cipramil)
  - Escitalopram (Lexapro, Sipralexa)
- Andere medicatie
  - Clomipramine (Anafranil)
  - Venlafaxine (Efexor)
  - Quetiapine (Seroquel)

## Bekende personen met OCS
- Menno Oosterhoff (gespecialiseerd in de behandeling van dwangstoornissen en heeft zelf ook een dwangstoornis)[20]
- Amanda Seyfried (gebruikt een onderhoudsdosis Lexapro om haar verschijnselen te managen en wenst hier niet mee te stoppen)[21]
- John Green (gebruikt Lexapro)[22]
- Howie Mandel (behandelt zijn OCS met een combinatie van medicatie en psychotherapie)[23]
- Camila Cabello[24]
- Daniel Radcliffe (op zijn 5e gediagnostiseerd met OCS en heeft veel baat gehad bij psychotherapie, zodanig dat hij het anderen ook aanraadt)[25]
- KallMeKris (haar OCS verergerde het effect van haar anorexia)[26]